# Gogonasus
Gogonasus é um gênero de peixe tetrapodomorfo que viveu durante o período Devoniano.

## História de Pesquisa
Gogonasus foi nomeado pela primeira vez em 1985 a partir de um único focinho preservado, mas desde então foram recuperados espécimes cada vez melhores, com vários crânios, e um indivíduo completo tridimensional preservado descoberto em 2005 (outro exemplo de como a Formação Gogo da Austrália está trazendo fósseis bem preservados). Gogonasus é um exemplo dos primeiros peixes que começaram a desenvolver características anatômicas que um dia permitiriam que os peixes saíssem da água para viver em terra. (Para esclarecer, isso não quer dizer que Gogonasus era 'o' elo perdido, apenas que era de outra forma de transição presente em uma tendência evolutiva mais ampla).